# 宮内庁法
宮内庁法（くないちょうほう、昭和22年4月18日法律第70号）は、宮内庁の設置、組織および所掌事務に関する日本の法律である。

## 主務官庁
- 宮内庁長官官房総務課

## 歴史
1947年（昭和22年）4月18日に「宮内府法」の題名で公布、翌5月3日に日本国憲法（昭和憲法）とともに施行され、1949年（昭和24年）6月1日施行の改正（総理府外局への移行）により現在の題名となった。中央省庁再編後は、宮内庁が内閣府に置かれる機関となったことから、宮内庁法の存在根拠については、内閣府設置法第48条第2項に基づくものとされる。
他の中央省庁の設置に関する法律の題名の多くが「設置法」となっているのに対し、本法には「設置」の言葉が含まれない（同様の例として海上保安庁法がある）。

## 構成
本則18条と附則からなる。目次・章節等・見出しはない。